# Abetouro
Abetouro é a desingação atribuida a várias aves da família Ardeidae (que agrupa as garças, egretas e abetouros). Em Portugal existe o abetouro-comum (Botaurus stellaris).